# Consulti di cartomanzia
I consulti di cartomanzia sono sessioni durante le quali un cartomante, o lettore di carte, utilizza carte speciali per fornire una lettura o interpretazione delle situazioni della vita di una persona. Questa pratica ha radici antiche e ha attraversato diverse culture nel corso della storia, assumendo forme diverse in base alle tradizioni locali.
Le carte più comunemente utilizzate per la cartomanzia includono i tarocchi e le carte da gioco normali. I tarocchi, in particolare, sono un mazzo di carte riccamente decorate con simboli e immagini, ognuno dei quali ha un significato specifico. Le carte da gioco normali possono anche essere utilizzate per la cartomanzia, attribuendo significati particolari alle diverse carte e ai loro semi.
Durante un consulto di cartomanzia, la persona interessata mischia le carte o le distribuisce in un certo modo, quindi il cartomante le interpreta in base alla disposizione e al contesto della domanda posta. L'interpretazione delle carte può coprire vari aspetti della vita, tra cui amore, lavoro, salute e decisioni importanti.
È importante notare che la cartomanzia è considerata una pratica pseudoscientifica e non ha basi scientifiche o empiriche. Molti scettici considerano la cartomanzia come un esempio di pensiero magico e ritengono che le interpretazioni siano principalmente basate su coincidenze e suggestioni.
Tuttavia, molte persone ancora si rivolgono ai consulti di cartomanzia per ottenere orientamento e riflessioni sulla propria vita. Alcuni vedono la cartomanzia come uno strumento di introspezione e auto-riflessione, mentre altri credono genuinamente nella sua capacità di predire il futuro o fornire consigli utili.
È fondamentale sottolineare che, sebbene la cartomanzia possa fornire un senso di conforto o una guida emotiva, non dovrebbe sostituire approcci più razionali e basati sulla scienza per prendere decisioni importanti nella vita. Inoltre, è importante scegliere con attenzione il cartomante, assicurandosi di rivolgersi a persone etiche e professionali, e trattare le letture con uno spirito critico.

## Storia
La cartomanzia, o lettura delle carte, ha una lunga storia che affonda le radici in antiche tradizioni e credenze legate alla divinazione. L'uso delle carte per ottenere insight sul futuro o per guadagnare una comprensione più profonda della vita è stato praticato in varie forme in molte culture diverse.
1. Antichi precursori: L'uso delle carte per scopi divinatori ha antiche origini. Si ritiene che i giochi di carte, come quelli che conosciamo oggi, abbiano avuto origine in Cina nel IX secolo. Tuttavia, l'associazione delle carte con la divinazione è più diffusa in Europa a partire dal XIV secolo.
2. Tarocchi: Il tarocco è un tipo specifico di mazzo di carte utilizzato per la cartomanzia. I tarocchi, originariamente concepiti come un gioco di carte in Italia nel XV secolo, hanno acquisito significati divinatori nel corso del tempo. Il mazzo è composto da 78 carte, di cui 22 sono gli Arcani Maggiori, ciascuno con un significato simbolico. I restanti 56 sono gli Arcani Minori.
3. Sviluppo nel Rinascimento: Durante il Rinascimento, la cartomanzia divenne più popolare e si diffuse tra le classi aristocratiche. Le carte iniziarono a essere utilizzate per ottenere indicazioni sul futuro, e la pratica si sviluppò ulteriormente con l'introduzione di interpretazioni simboliche e esoteriche.
4. Influenza esoterica: Nel corso del tempo, la cartomanzia si è associata a pratiche esoteriche e spirituali. Si svilupparono vari approcci alla lettura delle carte, che incorporavano simbolismi, astrologia e numerologia. Cartomanti e occultisti contribuirono a definire significati più complessi per le carte.
5. Popolarità nell'Ottocento: Nel XIX secolo, la cartomanzia divenne ancora più diffusa. Le donne, in particolare, trovarono nella lettura delle carte un modo per esprimere la propria spiritualità e intuizione. Cartomanti famose emersero in questo periodo, contribuendo a consolidare la pratica come forma accettata di divinazione.
6. Secolo XX e oltre: La cartomanzia ha continuato a evolversi nel XX secolo, con l'avvento della cultura popolare e l'influenza dei media. Cartomanti divennero personaggi noti in programmi televisivi e radiofonici. La pratica della lettura delle carte si diffuse in tutto il mondo, assumendo sfumature culturali e interpretative diverse.
7. Approcci moderni: Oggi, la cartomanzia può essere praticata in vari modi, con l'uso di diversi mazzi di carte, inclusi i tarocchi tradizionali, gli oracle cards e altri sistemi. Alcuni cartomanti lavorano in modo tradizionale, mentre altri incorporano tecniche moderne come la lettura online o attraverso videochiamate.
Va notato che la cartomanzia è vista in modi diversi da diverse persone. Alcuni la considerano un modo valido per ottenere saggezza e intuizione, mentre altri la vedono come una forma di intrattenimento senza fondamento scientifico. In ogni caso, la storia dei consulti di cartomanzia riflette una lunga evoluzione di pratiche culturali e spirituali che hanno affascinato e influenzato le persone attraverso i secoli.

## Mazzi da divinazione
La cartomanzia è una pratica divinatoria che utilizza carte da gioco o tarocchi per ottenere insight e interpretare il futuro. I mazzi utilizzati in cartomanzia variano notevolmente, con alcuni basati su tradizioni antiche e altri creati più recentemente. Di seguito, una descrizione più dettagliata sui mazzi più comuni:
1. Tarocchi Classici:
- Descrizione: I tarocchi classici sono composti da 78 carte, divise in arcani maggiori e minori. Gli arcani maggiori rappresentano principi universali e temi importanti, mentre gli arcani minori si concentrano su eventi più pratici della vita quotidiana.
- Simbologia: Ogni carta ha una ricca simbologia, con figure mitologiche, allegorie e simboli astrologici che possono essere interpretati in vari modi.

2. Tarocchi Marsigliesi:
- Descrizione: Questi tarocchi sono una variante dei tarocchi classici, con uno stile grafico distintivo che riflette l'arte del XVIII secolo.
- Simbologia: La simbologia è simile a quella dei tarocchi classici, ma gli elementi visivi sono più stilizzati e astratti.

3. Tarocchi Rider-Waite:
- Descrizione: Questo mazzo è uno dei più popolari e influenti. Creato da Arthur Edward Waite e illustrato da Pamela Colman Smith, ha introdotto immagini più esplicite e ricche di simboli rispetto ai tarocchi precedenti.
- Simbologia: Le immagini sono progettate per essere più intuitive e leggibili, rendendo questo mazzo molto utilizzato anche da coloro che si avvicinano per la prima volta alla cartomanzia.

4. Tarocchi Crowley-Harris (Thoth):
- Descrizione: Creato da Aleister Crowley e Lady Frieda Harris, questo mazzo è conosciuto anche come mazzo Thoth. È influenzato dalla teosofia, dall'alchimia e dalla cabala.
- Simbologia: Le carte sono ricche di simboli ermetici e presentano un approccio più esoterico, con collegamenti a tradizioni mistiche e spirituali.

5. Oracle Cards (Carte Oracolo):
- Descrizione: A differenza dei tarocchi, le carte oracolo non seguono uno standard fisso e possono variare ampiamente nel numero e nel tipo di carte.

4. Tarocchi Crowley-Harris (Thoth):
- Descrizione: Creato da Aleister Crowley e Lady Frieda Harris, questo mazzo è conosciuto anche come mazzo Thoth. È influenzato dalla teosofia, dall'alchimia e dalla cabala.
- Simbologia: Le carte sono ricche di simboli ermetici e presentano un approccio più esoterico, con collegamenti a tradizioni mistiche e spirituali.

5. Oracle Cards (Carte Oracolo):
- Descrizione: A differenza dei tarocchi, le carte oracolo non seguono uno standard fisso e possono variare ampiamente nel numero e nel tipo di carte.
- Simbologia: Ogni mazzo di carte oracolo ha la sua simbologia unica, spesso ispirata da temi come la natura, gli angeli, la mitologia o la spiritualità.

6. Lenormand Cards:
- Descrizione: Composto da 36 carte, il mazzo Lenormand è utilizzato per rispondere a domande specifiche in modo diretto.
- Simbologia: Le carte Lenormand sono spesso più concrete e letterali rispetto ai tarocchi, con immagini di oggetti quotidiani e situazioni.

Indipendentemente dal mazzo scelto, la cartomanzia richiede un approccio intuitivo e la capacità di connettersi con il proprio sé interiore per interpretare le carte in modo significativo. Va notato che la cartomanzia non è scientificamente provata e le interpretazioni possono variare tra gli individui.